# Tamás Bujkó
Tamás Bujkó (* 2. Dezember 1962 in Budapest; † 21. März 2008 in London) war ein ungarischer Judoka. Er gewann 1983 eine Silbermedaille bei den Weltmeisterschaften. 

## Karriere
Der 1,65 m große Bujkó von Újpesti TE war 1981 Junioreneuropameister im Ultraleichtgewicht, der Gewichtsklasse bis 60 Kilogramm. 1983 belegte er den siebten Platz bei den Europameisterschaften in Paris. Bei den Weltmeisterschaften 1983 in Moskau bezwang er im Halbfinale den Japaner Ken’ichi Haraguchi, im Finale verlor er gegen Chasret Tlezeri aus der Sowjetunion. Zwei Jahre später unterlag er bei den Weltmeisterschaften 1985 in Seoul im Halbfinale dem Japaner Shinji Hosokawa, sicherte sich aber anschließend eine Bronzemedaille.
1986 wechselte Bujkó endgültig ins Halbleichtgewicht, die Gewichtsklasse bis 85 Kilogramm, in der er schon seit 1984 meist aktiv gewesen war. Bei den Europameisterschaften 1986 belegte er den siebten Platz. Zwei Monate später gewann er eine Bronzemedaille bei den Goodwill Games 1986 in Moskau. 1986 gewann Bujkó auch seinen einzigen ungarischen Landesmeistertitel. Bei den Europameisterschaften 1987 in Paris unterlag Bujkó im Halbfinale dem Franzosen Jean-Pierre Hansen. Mit einem Sieg über den Belgier Philip Laats sicherte sich Bujkó eine Bronzemedaille. Im November 1987 unterlag Bujkó bei den Weltmeisterschaften in Essen dem Japaner Yōsuke Yamamoto im Viertelfinale, kämpfte sich aber zur Bronzemedaille durch. Zum Abschluss seiner Karriere trat der Ungar bei den Olympischen Spielen in Seoul an. Bujkó gewann seine ersten vier Kämpfe, davon drei vorzeitig durch Ippon. Im Halbfinale unterlag er dem späteren Olympiasieger Lee Kyung-keun aus Südkorea nach 3:33 Minuten. Den Kampf um Bronze gewann der Franzose Bruno Carabetta durch Schiedsrichterentscheid (Yusei-gachi), Bujkó belegte den fünften Platz.
Tamás Bujkó zog später mit seiner Familie nach England. Dort wurde er im März 2008 in der Londoner U-Bahn Station Sudbury Hill ermordet.